# Vallée de l'Ernz Blanche de Bourglinster à Fischbach
Vallée de l'Ernz Blanche de Bourglinster à Fischbach este o arie protejată (arie de protecție specială avifaunistică — SPA) din Luxemburg întinsă pe o suprafață de 758,73 ha, integral pe uscat.

## Localizare
Centrul sitului Vallée de l'Ernz Blanche de Bourglinster à Fischbach este situat la coordonatele 49°43′30″N 6°12′19″E / 49.7251°N 6.2054°E.

## Înființare
Situl Vallée de l'Ernz Blanche de Bourglinster à Fischbach a fost declarat arie de protecție specială avifaunistică în ianuarie 2004 pentru a proteja 37 de specii de animale.

## Biodiversitate
Situată în ecoregiunea continentală, aria protejată conține 8 habitate naturale: Formațiuni de Juniperus communis pe lande sau pajiști calcaroase, Pajiști uscate seminaturale și facies de acoperire cu tufișuri pe substraturi calcaroase (Festuco-Brometalia) (* situri importante pentru orhidee), Pajiști cu Molinia pe soluri calcaroase, turboase sau argilos-nămoloase (Molinion caeruleae), Fânețe de joasă altitudine (Alopecurus pratensis, Sanguisorba officinalis), Mlaștini turboase de tranziție și turbării mișcătoare, Păduri de fag Luzulo-Fagetum, Păduri de fag Asperulo-Fagetum, Păduri aluvionare cu Alnus glutinosa și Fraxinus excelsior (Alno-Padion, Alnion incanae, Salicion albae).
La baza desemnării sitului se află mai multe specii protejate de  păsări (37): lăcar-de-mlaștină (Acrocephalus palustris), lăcar-de-rogoz (Acrocephalus schoenobaenus), lăcar-de-lac (Acrocephalus scirpaceus), ciocârlie-de-câmp (Alauda arvensis), pescăruș albastru (Alcedo atthis), rață pitică (Anas crecca), fâsă de luncă (Anthus pratensis), stârc cenușiu (Ardea cinerea), buha (Bubo bubo), barză neagră (Ciconia nigra), erete vânăt (Circus cyaneus), prepeliță (Coturnix coturnix), cristeiul de câmp (Crex crex), cuc (Cuculus canorus), ciocănitoarea de stejar (Dendrocopos medius), ciocănitoare pestriță mică (Dendrocopos minor), ciocănitoare neagră (Dryocopus martius), presură de stuf (Emberiza schoeniclus), șoim călător (Falco peregrinus), șoimul rândunelelor (Falco subbuteo), becațină comună (Gallinago gallinago), sfrâncioc roșiatic (Lanius collurio), sfrâncioc mare (Lanius excubitor), privighetoare (Luscinia megarhynchos), gușă albastră (Luscinia svecica), gaia neagră (Milvus migrans), gaia roșie (Milvus milvus), codobatura galbenă (Motacilla flava), viespar (Pernis apivorus), bătăuș (Philomachus pugnax), ciocănitoarea verde (Picus viridis), ploier auriu (Pluvialis apricaria), cristei de baltă (Rallus aquaticus), mărăcinar (Saxicola rubetra), turturică (Streptopelia turtur), corcodel mic (Tachybaptus ruficollis), nagâț (Vanellus vanellus).
Pe lângă speciile protejate, pe teritoriul sitului au mai fost identificate 10 specii de plante.